# Alexeï Petrovitch Chtcherbatov
Le prince Alexeï Petrovitch Chtcherbatov (en russe Князь Алексей Петрович Щербатов, né en 1750 et décédé en 1811) est un major-général russe, héros des guerres russo-turques.

## Famille
Fils du prince Piotr Mikhaïlovitch Chtcherbatov (1724-1760) et de son épouse Natalia Pavlovna Balk-Poleva (1726-1791).
Alexeï Petrovitch Chtcherbatov épousa la princesse Anna Ivanovna Narychkina, fille du prince Ivan Ivanovitch Narychkine.
Trois enfants naquirent de cette union :
- Dmitri Alexeïevitch Chtcherbatov : († 1853), colonel, il épousa la princesse Alexandra Alexandrovna Chtcherbatova.
- Natalia Alexeïevna Chtcherbatova.
- Ielena Alexeïevna Chtcherbatova : (1808-1888), en 1837, elle épousa Ivan Nikolaïevitch Tolstoï (1797-1854)[1].

## Biographie

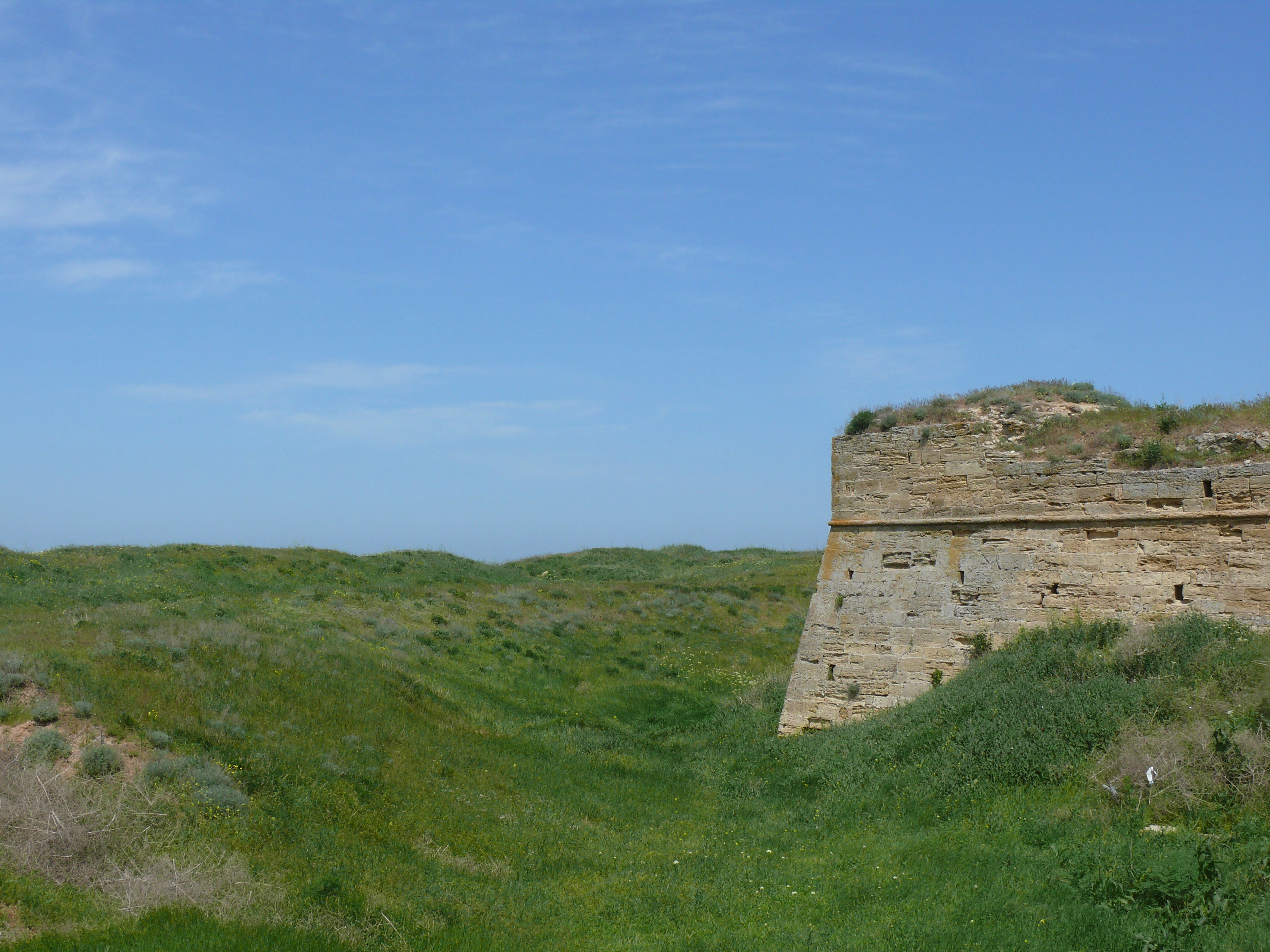
L'un des bastions de la forteresse d'Arabat en Crimée

Né en 1750, le prince Chtcherbatov issu d'une famille princière de la dynastie des riourikides fit ses études à l'Université de Moscou. En 1759, comme cadet il entra au Collège des Affaires étrangères. En 1765, au grade de lieutenant, il embrassa la carrière des armes.

### Guerre russo-turque de 1768-1774
En 1768, lors de la déclaration de guerre contre l'Empire ottoman, le prince fut engagé dans la 2e campagne, il servit sous les ordres du lieutenant-général Fiodor Andreïevitch Osterman (1723-1804). Au cours de la troisième campagne, il fut placé sous les ordres du prince Vassili Mikhaïlovitch Dolgoroukov-Kimski (1722-1782). Son courage lors de la prise de la forteresse d'Arabat lui permit d'accéder au grade de second major. Son zèle, son courage exercés dans divers domaines, lui permirent d'accéder en 1773 au grade de premier major. En 1779, le grade de lieutenant lui fut accordé, en 1786, il reçut une nouvelle promotion celle de colonel.

### Guerre russo-turque de 1787-1792

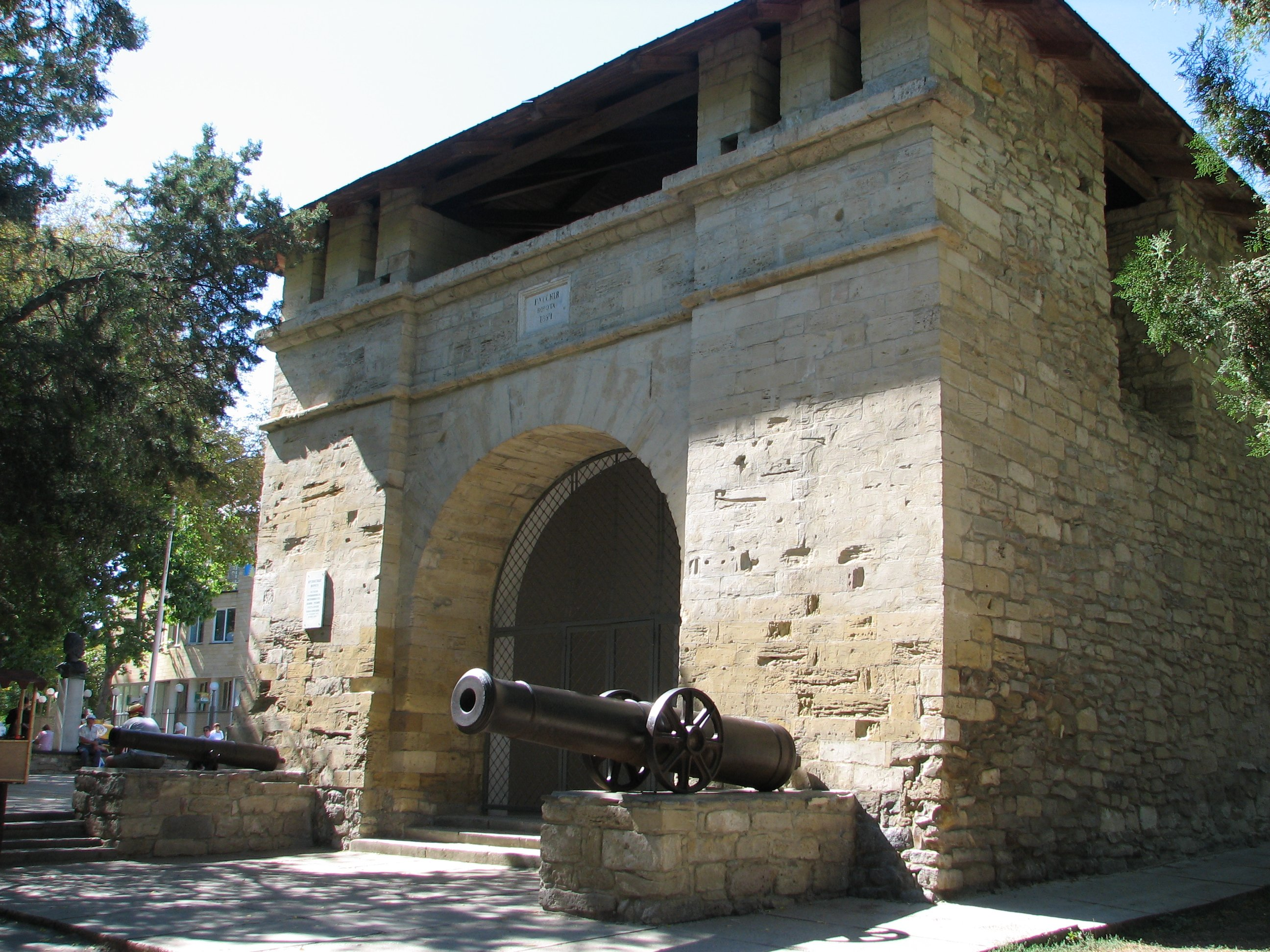
La porte du fort ottoman d'Anapa en 1787

Lors de la guerre russo-turque, le prince Chtcherbatov servit dans le Caucase où il commanda une unité dans un régiment de Dragons. Au cours de ce conflit, à de nombreuses reprises, il affronta les montagnards caucasiens. Le 26 novembre 1788, il fut décoré de l'Ordre de Saint-Georges (4e classe).
Le 16 octobre 1790, avec son régiment de Dragons, Alexeï Petrovitch Chtcherbatov attaqua 600 Cosaques retranchés dans le village de Kaïtchoukogable, l'ennemi opposa une farouche résistance, mais par sa contre-attaque, le prince provoqua la fuite des Cosaques, ces derniers se réfugièrent dans les forêts environnantes. Dans le courant du mois de mars 1790, en regagnant la Russie, le prince fut soudain confronté à 3 000 montagnards caucasiens  postés dans un ravin, ces derniers refusèrent le passage au prince et ses hommes, à la tête de son unité, le colonel Chtcherbatov chargea à la baïonnette, les montagnards prirent la fuite, 280 montagnards gisaient sur le sol, tués. Pour ce remarquable acte de guerre, le prince reçut l'Ordre de Saint-Vladimir (3e classe).
Peu avant le début de l'assaut de la forteresse d'Anapa tenue par les ottomans, le 22 juin 1791, 8000 cavaliers turcs et circassiens s'élancèrent de la montagne afin d'attaquer le camp russe, le prince chargea sur l'arrière de la cavalerie ennemie et parvint à les vaincre. Pour cette vaillante attaque, le prince reçut l'épée d'or avec l'inscription Pour bravoure.

### Campagne de Pologne en 1792
Au cours de la campagne de Pologne en 1792, le prince démontra un esprit combattif et une grande intelligence tactique sur le champ de bataille, à cette occasion, il lui fut décerné l'Ordre de Saint-Vladimir (2e classe). À son avènement, Paul Ier de Russie raya le prince des rangs de l'armée.
Le prince Alexeï Petrovitch Chtcherbatov décéda quelques années plus tard (1811).

## Distinctions
- 26 novembre 1788 : Ordre de Saint-Georges (4e classe).
- 1790 : Ordre de Saint-Vladimir (3e classe).
- 1791 : Épée d'or avec l'inscription : Pour bravoure.
- 1792 : Ordre de Saint-Vladimir (2e classe).